# Шуховська вежа (Полібіно)

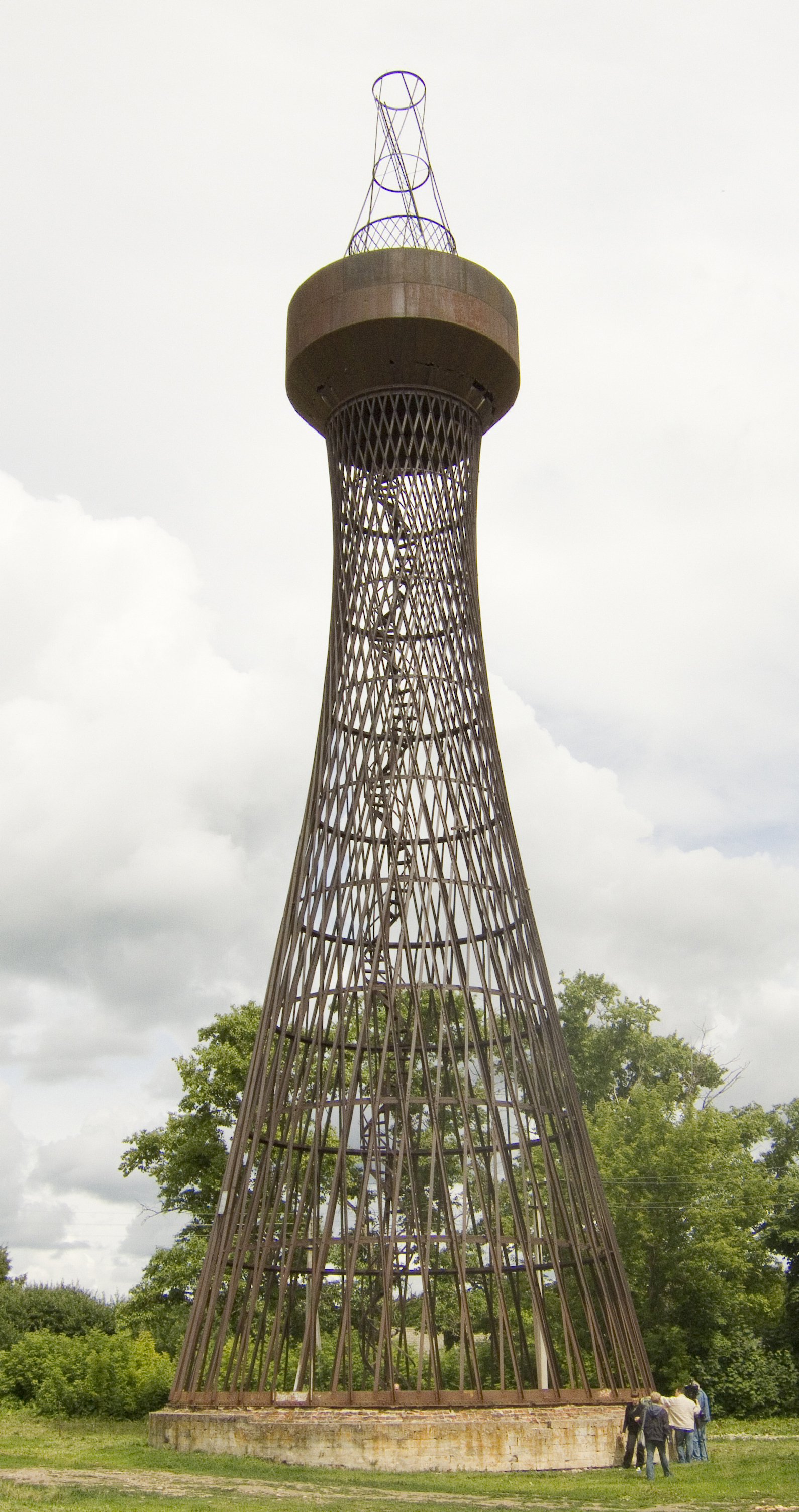

Шуховська вежа в Полібіно — водонапірна вежа, гіперболоїдна конструкція системи інженера Шухова в садибі дворян Нєчаєвих, в Полібіно Липецької області Росії.

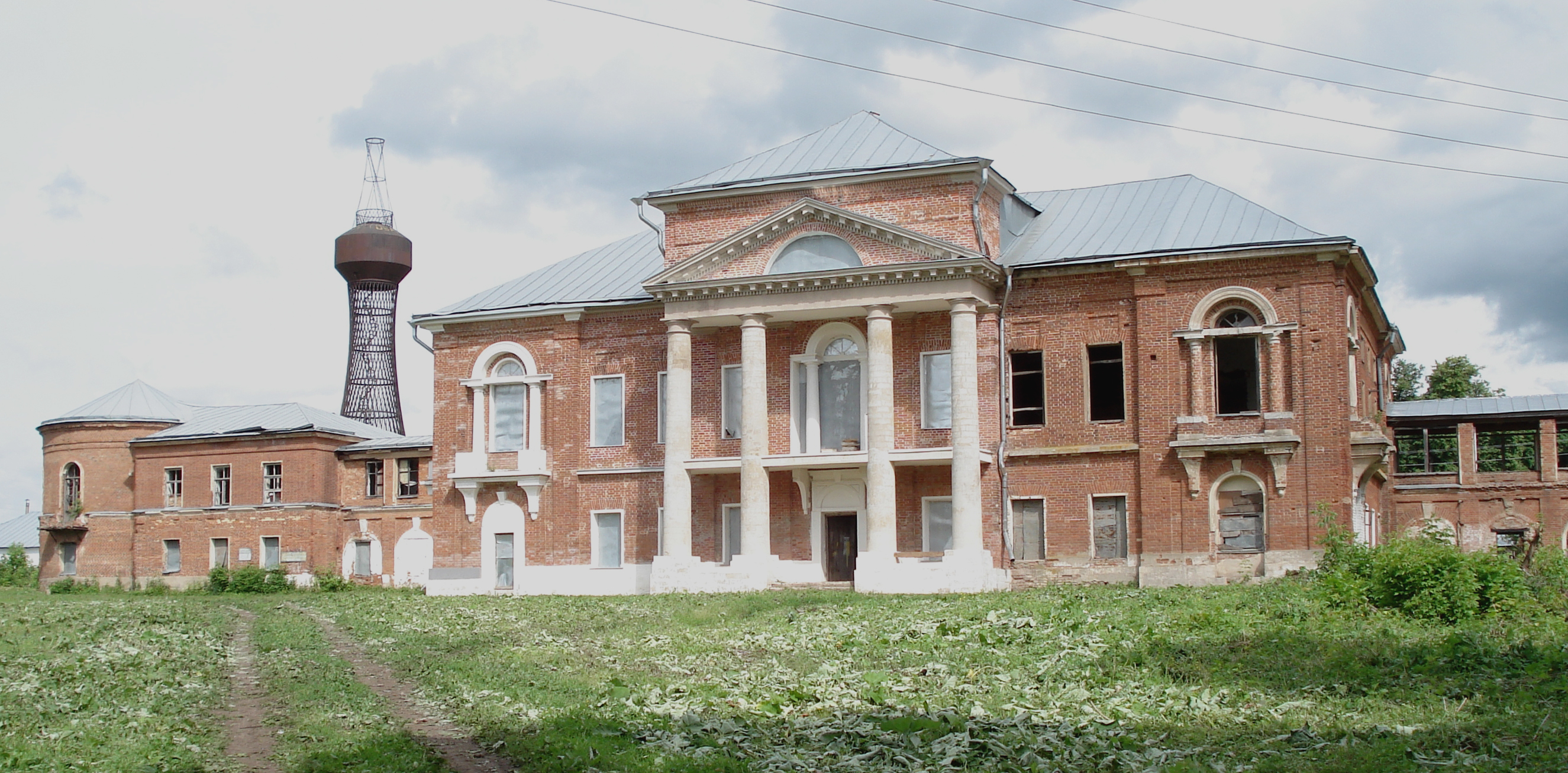
Нечаївський палац та шуховська вежа

## Історія
Вежа була придбана власником садиби Ю. С. Нєчаєв-Мальцевим у 1896 році на Нижньогородському ярмарку, розібрана, перевезена в Полібіно і наново зібрана.

## Конструкція
Вежа сягає у висоту 45.2 метра. Резервуар з водою на вежі слугував для водопостачання парку і присадибної оранжереї. 
Досвід перевезення та монтажу підтвердив майстерність інженера В. Г. Шухова і підтримав ідеї реалізації його проєкту в різних куточках світу.

## Сучасний стан
За наказом Ради Міністрів РРФСР від 4 грудня 1974 р. садиба Нєчаєвих і вежа В. Г. Шухова отримали статус пам'ятки архітектури.